# Абрамовщина-3
Абра́мовщина-3 (бел. Абра́маўшчына-3) — деревня в Сморгонском районе Гродненской области Белоруссии.
Входит в состав Вишневского сельсовета.
Расположена у восточной границы района, в непосредственной близости от Дубатовского болота. Расстояние до районного центра Сморгонь по автодороге — около 17 км, до центра сельсовета агрогородка Вишнево  по прямой — около 12 км. Ближайшие населённые пункты — Дубатовка, Милути, Окушково. Площадь занимаемой территории составляет 0,1224 км², протяжённость границ 4620 м.

## Название
Название происходит от антропонима Абрам, потомки которого основали поселение.

## Население
Согласно переписи население деревни в 1999 году насчитывало 25 человек.

## Транспорт
Через деревню проходит автодорога местного значения Н20001 Абрамовщина-3 — Лещеняты.

## Достопримечательности
В деревне находятся оборонительные сооружения 1-й мировой войны 1915—18 гг. постройки. На одном из блиндажей сохранился барельеф с изображением походной кухни, лошади, петуха, свиньи и др.